# Acrocercops viatica
Acrocercops viatica är en fjärilsart som beskrevs av Edward Meyrick 1916. Acrocercops viatica ingår i släktet Acrocercops och familjen styltmalar. Inga underarter finns listade i Catalogue of Life.